# 364

## Decese
- Iovian, împărat roman (n. 331)